# Kalkílija kormányzóság
Kalkílija kormányzóság (arabul محافظة قلقيلية [Muḥāfaẓat Qalqīliya]) Palesztina tizenhat kormányzóságának egyike. Ciszjordánia északnyugati részén fekszik. Északon Túlkarm kormányzóság, keleten Náblusz kormányzóság, délen Szalfít kormányzóság, nyugaton pedig Izrael határolja. Központja Kalkílija városa. Területe 166 km², népessége pedig a 2007-es népszámlálás adatai szerint 91 217 fő.